# Aprionus miniusculus
Aprionus miniusculus är en tvåvingeart som beskrevs av Boris Mamaev 1998. Aprionus miniusculus ingår i släktet Aprionus och familjen gallmyggor. Inga underarter finns listade i Catalogue of Life.